# Milvus aegyptius
Il nibbio beccogiallo (Milvus aegyptius (J.F.Gmelin, 1788)) è un uccello rapace della famiglia degli Accipitridi.